# Saceda del Río
Saceda del Río es una localidad española del municipio de Huete, perteneciente a la provincia de Cuenca, en la comunidad autónoma de Castilla-La Mancha.

## Geografía
Se encuentra a 54 km de la capital de la provincia, Cuenca y 132 km de Madrid, aproximadamente. Confina con las siguientes localidades:
- Al norte con Valdemoro del Rey.
- Al noreste con La Peraleja.
- Al sureste con Bonilla y Caracenilla.
- Al sur con Verdelpino de Huete.
- Al suroeste con Huete.
- Al oeste con Moncalvillo de Huete.

## Historia
Así se describe a Saceda del Río en el tomo XIII del Diccionario geográfico-estadístico-histórico de España y sus posesiones de Ultramar, obra impulsada por Pascual Madoz a mediados del siglo XIX:

Lugar con ayuntamiento en la provincia y diócesis de Cuenca (7 leguas), partido judicial de Huete (1), audiencia territorial de Albacete (19), y capitanía general de Castilla la Nueva (Madrid 16); Situado en una vega regada por un pequeño arroyo y dominada por dos colinas no muy elevadas; el clima es frío combatido por los vientos N y O y propensos a catarros y a algunas calenturas intermitentes. Consta de 124 casas inclusa la cárcel y casa de ayuntamiento; escuela de primeras letras concurrida por 16 niños y dotada con 14 fanegas de trigo común; una fuente de agua salobre dentro de la población y varias fuera; iglesia parroquial (la Natividad de María Santísima) servida por un cura de entrada y un sacristán; y fuera del lugar las ermitas de Santiago y de San Gregorio. El término confina por N con el de Valdelmoro del Rey; E Peraleja y Bonilla; S Caracenilla y Carrascosilla, y O Moncalvillo; su terreno es de mediana calidad y disfruta de monte y llano; le cruza un arroyo que nace en la huerta denominada del Tejar; al E del pueblo hay dos montes de los que surten de leña los vecinos; los caminos son locales y en mal estado; la correspondencia se recibe de la estafeta de Huete lunes, jueves y sábados y sale martes, viernes y domingos. Producciones: trigo, cebada, centeno, legumbres, cáñamo y algún aceite; se cría ganado lanar y caza de liebres, perdices y conejos. Industria: la agrícola, algunos tejedores de lienzo ordinario y un molino harinero. Población: 128 vecinos, 509 almas. Capital productivo: 889.700 reales. Imponible: 44.485.
Diccionario geográfico-estadístico-histórico de España y sus posesiones de Ultramar

## Demografía
| Gráfica de evolución demográfica de Saceda del Río entre 1842 y 1970 |
| |
| Población de derecho según los censos de población del INE Población de hecho según los censos de población del INEEntre el censo de 1981 y el anterior, este municipio desaparece porque se integra en el municipio Huete |

Evolución de la población
| Gráfica de evolución demográfica de Saceda del Río entre 2000 y 2017 |
|                                                                      |
| Población de derecho (2000-2017) según el padrón municipal del INE   |

## Patrimonio
La iglesia está dedicada a La Natividad de Nuestra Señora.
El lugar más importante para visitar es el Conjunto de las Minas Romanas de Lapis Specularis “Las Cuevas de Sanario” situadas a unos 4 km de Saceda, en estas se podrá descubrir los misterios que inundaron la zona circundante a la ciudad romana de Segóbriga y que fueron el motor económico de la región en época romana. Según Plinio El Viejo, el mejor Lapis de todo el Imperio se situaba a 100.000 pasos alrededor de esta ciudad. Las dos minas que se visitan son accesibles para todos los públicos, realizando un recorrido por las antiguas galerías donde los romanos excavaban en la roca para extraer este preciado material. Una oportunidad única para sumergirse en la historia de antiguas civilizaciones.

## Fiestas
Sus fiestas patronales son el 9 de mayo, San Gregorio, y el 24 de enero, la Virgen de la Paz, que ha pasado a celebrarse el 15 de agosto para coincidir con la mayor afluencia de gente.